# Arley Dinas
José Arley Dinas (Caloto, 16 mei 1974) is een voormalig Colombiaans voetballer, die speelde als verdediger.

## Interlandcarrière
Arley Dinas debuteerde in 1995 in het Colombiaans nationaal elftal en speelde 29 interlands. Onder leiding van bondscoach Hernán Darío Gómez maakte hij zijn debuut op 31 januari 1995 in de vriendschappelijke wedstrijd tegen Zuid-Korea (1-0) in Hongkong, net als Jorge Bermúdez (America de Cali), Bonner Mosquera (Millonarios), José Fernando Santa (Atletico Nacional), Luis Quiñónez (Once Caldas), John Jairo Gómez (Independiente Medellín), Alex Comas (Deportes Quindio) en Alonso Alcibar (Once Caldas).